# Fluorocronita
La fluorocronita és un mineral de la classe dels halurs, que pertany al grup de la fluorita. El seu nom prové de la seva composició: fluoro pel fluor i cron de κρόνος, el nom alquímic per al plom. El mineal tipus es troba conservat al Museu Mineralògic Fersmann i al Museu d'Història Natural del Comtat de Los Angeles.

## Característiques
La fluorocronita és un mineral de fórmula química PbF₂. Cristal·litza en el sistema isomètric. La seva duresa a l'escala de Mohs és 3 a 4.
Segons la classificació de Nickel-Strunz es troba classificada al grup 3.AB. (Halurs simples sense aigua). Comparteix grup amb els següents minerals: Tolbachita, Coccinita, Sel·laïta, Cloromagnesita, Lawrencita, Scacchita, Fluorita, Frankdicksonita, Strontiofluorita, Tveitita-(Y), Gagarinita-(Y), Gagarinita-(Ce) i Polezhaevaïta-(Ce).	

## Formació i jaciments
Ha estat descrit només a la República de Sakha, a Rússia.